# François Merklen
Pour les articles homonymes, voir Merklen.
François Merklen est un chimiste français né à Thann le 5 mai 1876 et décédé le 1er mars 1938 à Salon-de-Provence.

## Biographie
S'étant établi à Marseille, à la Savonnerie Charles Roux, il fixe en 1906 la composition physico-chimique du savon de Marseille, toujours utilisé de nos jours (à 72 %), dans "Études sur la constitution des savons dans ses rapports avec la fabrication" aux Éditions Boulatier, Marseille.